# Reagrupament Republicà per la Democràcia a Ruanda
El Reagrupament Republicà per la Democràcia a Ruanda (francès Rassemblement Républicain pour la Démocratie au Rwanda, RDR) és un partit polític de Ruanda.

## Història
El partit es va formar al camp de refugiats de Mugunga a la República Democràtica del Congo el 3 d'abril de 1995 com a Reagrupament pel Retorn dels Refugiats i la Democràcia a Ruanda (Rassemblement pour le Rétour des réfugiés et la Démocratie au Rwanda). El seu primer president va ser Francois Nzabahimana, qui havia estat ministre de comerç a principis dels anys 1990. En 2003 el partit fou reanomenat Reagrupament Republicà per la Democràcia a Ruanda.
A l'abril de 2006, el partit es va unir a l'Acció per la Justícia Internacional Imparcial a Ruanda, les Forces Democràtiques per la Resistència i l'Aliança Democràtica de Ruanda per formar l'aliança Forces Democràtiques Unificades de Ruanda (FDU), que va escollir la líder del RRD Victoire Ingabire Umuhoza presidenta de la FDU.